# 팀 샤프
팀 샤프(Timm Sharp, 1978년 1월 1일 ~ )는 미국의 배우, 각본가이다.
파고에서 태어났다.

## 출연 작품
- 메간 2.0 (2025년) - 팀 새틀러 역
- 굿 파스처 (2018년)
- 핸섬 (2017년) 로이드 밴더휠 역
- 레인보우 타임 (2016년)
- 더 에너지 스페셜리스트 (2016년) 커랜 역
- 블런트 토크 (2015년)
- 내 여친의 사생활 (2015년) 짐 역
- 알렉스 오브 베니스 (2014년)
- 몬스터 슬레이어 (2011년) 벤 역
- 이매진 댓 (2009년) 토드 역
- 아임 인 헬 (2007년)
- 애프터 섹스 (2007년)
- 돈 많은 친구들 (2006년)
- 북극광 (2005년) - 핵세터 역
- 아메리카노 (2005년)
- 차고 지르기 (2005년)
- 뻔뻔한 딕 & 제인 (2005년)
- 스탠딩 스틸 (2005, Standing Still)
- 개미들의 왕 (2003년) - 조지 역
- 스타크 레이빙 매드 (2002년)

### 텔레비전
- 킹 오브 더 힐 (2005) - 목소리
- 틸데스 (2006,'Til Death)
- 인라이튼드 (2011-13, Enlightened) - 타일러 역